# Liste der denkmalgeschützten Objekte in Jetřichovice
Grundlage dieser Liste der denkmalgeschützten Objekte in Jetřichovice ist die ÚSKP-Liste (Ústřední seznam kulturních památek České republiky, deutsch Zentrale Liste der Kulturdenkmäler der Tschechischen Republik), die von der tschechischen Denkmalschutzbehörde NPÚ (Národní památkový ústav, deutsch Nationale Denkmalbehörde) seit 1987 geführt wird und an die seit dem Jahr 1850 geschaffenen Listen anschließt.

## Denkmalgeschützte Objekte nach Ortsteilen

### Jetřichovice(Dittersbach)
| Lage                                                | Objekt                        | Beschreibung                                                               | ÚSKP-Nr.                  | Bild               |
| --------------------------------------------------- | ----------------------------- | -------------------------------------------------------------------------- | ------------------------- | ------------------ |
| Jetřichovice (Standort)                             | Nepomukkirche                 | Kirche des hl. Johannes von Nepomuk                                        | 36727/5-3715 Info Katalog | weitere Bilder     |
| Jetřichovice, 0,5 km nordöstlich vom Ort (Standort) | Felsenburg Falkenstein        | Felsenburg Falkenstein (Hrad Falkenštejn) – Felsenschloss (Burgruine)      | 43794/5-3863 Info Katalog | weitere Bilder     |
| Jetřichovice (Standort)                             | Höhle „Balzers Lager“         | Höhle (Jeskyně) mit archäologischer Fundstelle, vermutlich „Balzers Lager“ | 26392/5-3717 Info Katalog | weitere Bilder     |
| Jetřichovice 6 (Standort)                           | Bauernhaus Nr. 6              | Bauerngehöft                                                               | 34650/5-3727 Info Katalog | Bauernhaus Nr. 6   |
| Jetřichovice 9 (Standort)                           | Bauernhaus Nr. 9              | Bauerngehöft                                                               | 32724/5-3723 Info Katalog | Bauernhaus Nr. 9   |
| Jetřichovice 10 (Standort)                          | Bauernhaus Nr. 10             | Bauerngehöft                                                               | 44725/5-3725 Info Katalog | Bauernhaus Nr. 10  |
| Jetřichovice 38 (Standort)                          | Bauernhaus Nr. 38             | Bauerngehöft                                                               | 36280/5-3719 Info Katalog | weitere Bilder     |
| Jetřichovice 64 ()                                  | Bauernhaus Nr. 64             | Bauerngehöft                                                               | 21204/5-3720 Info Katalog |                    |
| Jetřichovice 69 (Standort)                          | Bauernhaus Nr. 69             | Bauerngehöft                                                               | 24909/5-3721 Info Katalog | weitere Bilder     |
| Jetřichovice 100 (Standort)                         | Bauernhaus Nr. 100, jetzt 106 | Bauerngehöft                                                               | 40760/5-3722 Info Katalog | weitere Bilder     |
| Jetřichovice 101 (Standort)                         | Bauernhaus Nr. 101            | Bauerngehöft                                                               | 36193/5-3718 Info Katalog | Bauernhaus Nr. 101 |
| Jetřichovice 110 (Standort)                         | Bauernhaus Nr. 110            | Bauerngehöft                                                               | 24333/5-3726 Info Katalog | Bauernhaus Nr. 110 |
| Jetřichovice 116 (Standort)                         | Bauernhaus Nr. 116            | Bauerngehöft                                                               | 14967/5-3724 Info Katalog | Bauernhaus Nr. 116 |

### Rynartice(Rennersdorf)
| Lage                                                                              | Objekt                        | Beschreibung | ÚSKP-Nr.                  | Bild             |
| --------------------------------------------------------------------------------- | ----------------------------- | --- | ------------------------- | ---------------- |
| Jetřichovice 81, Na Tokání (Standort)                                             | Jagdhütte Tokání              | Balzhütte Tokání | 29168/5-3701 Info Katalog | Jagdhütte Tokání |
| Rynartice (Rennersdorf), an der Straße von Jetřichovice nach Rynartice (Standort) | Zwergfelsen (Trpasličí skála) | Felsmassiv oberhalb der Straße zwischen Jetřichovice und Rynartice, wo Eduard Vater und sein Sohn Ernst 1832-1833 die Reliefs der Zwerge schufen | 43793/5-3728 Info Katalog | weitere Bilder   |

### Všemily(Schemmel)
| Lage                           | Objekt                           | Beschreibung                               | ÚSKP-Nr.                  | Bild                             |
| ------------------------------ | -------------------------------- | ------------------------------------------ | ------------------------- | -------------------------------- |
| Všemily, bei Nr. 51 (Standort) | Ignatius-Kapelle                 | Kapelle bei Haus Nr. 51 (Felsenkapelle)    | 14274/5-3729 Info Katalog | weitere Bilder                   |
| Všemily (Standort)             | Kapelle                          | Kapelle bei Haus Nr. 90, nördlich des Orts | 103657 Info Katalog       | Kapelle                          |
| Všemily 2 (Standort)           | Bauernhaus Nr. 2                 | Bauerngehöft                               | 42253/5-3734 Info Katalog | Bauernhaus Nr. 2                 |
| Všemily 15 (Standort)          | Bauernhaus Nr. 15                | Bauerngehöft                               | 34609/5-3730 Info Katalog | Bauernhaus Nr. 15                |
| Všemily 51 (Standort)          | Bauernhaus Nr. 51 (ehem. Schule) | ehem. Schule                               | 34455/5-3731 Info Katalog | Bauernhaus Nr. 51 (ehem. Schule) |
| Všemily 53 (Standort)          | Bauernhaus Nr. 53                | Bauerngehöft                               | 45341/5-3732 Info Katalog | Bauernhaus Nr. 53                |
| Všemily 79 (Standort)          | Bauernhaus Nr. 79                | Bauerngehöft                               | 22890/5-3733 Info Katalog | Bauernhaus Nr. 79                |

### Vysoká Lípa(Hohenleipa)
| Lage                                               | Objekt               | Beschreibung                                                  | ÚSKP-Nr.                  | Bild              |
| -------------------------------------------------- | -------------------- | ------------------------------------------------------------- | ------------------------- | ----------------- |
| Vysoká Lípa, etwa 1 km nördlich vom Ort (Standort) | Felsenburg Šaunštejn | Felsenburg Šaunštejn (Hrad Šaunštejn) – Raubschloss, zerstört | 25922/5-3745 Info Katalog | weitere Bilder    |
| Vysoká Lípa 6 (Standort)                           | Bauernhaus Nr. 6     | Bauerngehöft                                                  | 36522/5-3735 Info Katalog | Bauernhaus Nr. 6  |
| Vysoká Lípa 10 (Standort)                          | Bauernhaus Nr. 10    | Bauerngehöft                                                  | 17925/5-3736 Info Katalog | Bauernhaus Nr. 10 |
| Vysoká Lípa 11 (Standort)                          | Bauernhaus Nr. 11    | Bauerngehöft                                                  | 45323/5-3738 Info Katalog | Bauernhaus Nr. 11 |
| Vysoká Lípa 12 (Standort)                          | Bauernhaus Nr. 12    | Bauerngehöft                                                  | 23935/5-3737 Info Katalog | Bauernhaus Nr. 12 |
| Vysoká Lípa 23 (Standort)                          | Bauernhaus Nr. 23    | Bauerngehöft                                                  | 15272/5-3739 Info Katalog | Bauernhaus Nr. 23 |
| Vysoká Lípa 27 (Standort)                          | Bauernhaus Nr. 27    | Bauerngehöft                                                  | 21410/5-3740 Info Katalog | Bauernhaus Nr. 27 |
| Vysoká Lípa 46 (Standort)                          | Bauernhaus Nr. 46    | Bauerngehöft                                                  | 26638/5-3741 Info Katalog | Bauernhaus Nr. 46 |
| Vysoká Lípa 59 (Standort)                          | Bauernhaus Nr. 59    | Bauerngehöft                                                  | 16840/5-3742 Info Katalog | Bauernhaus Nr. 59 |
| Vysoká Lípa 84 (Standort)                          | Bauernhaus Nr. 84    | Bauerngehöft                                                  | 44728/5-3744 Info Katalog | Bauernhaus Nr. 84 |
| Vysoká Lípa 97 (Standort)                          | Bauernhaus Nr. 97    | Bauerngehöft                                                  | 44729/5-3743 Info Katalog | Bauernhaus Nr. 97 |